# Prüfer-groep
In de groepentheorie, een deelgebied van de wiskunde, is de prüfer-p-groep of de {\displaystyle p}-quasicyclische groep of {\displaystyle p^{\infty }}-groep, {\displaystyle \mathbb {Z} (p^{\infty })}, voor een priemgetal {\displaystyle p} de unieke torsiegroep, waarin elk element {\displaystyle p} verschillende {\displaystyle p}-de-machtswortels heeft. Het begrip is genoemd naar de Duitse vroeg-twintigste-eeuwse wiskundige Heinz Prüfer.
De prüfer-{\displaystyle p}-group kan worden weergegeven als een deelgroep van de cirkelgroep, {\displaystyle \mathrm {U} (1)}, als de verzameling van {\displaystyle p^{n}}-de eenheidswortels als {\displaystyle n} loopt over alle niet-negatieve gehele getallen:
{\displaystyle \mathbb {Z} (p^{\infty })=\{\exp(2\pi in/p^{m})\mid n\in \mathbb {Z} ^{+},\,m\in \mathbb {Z} ^{+}\}}